# Élection présidentielle ouest-allemande de 1969
L’élection présidentielle ouest-allemande de 1969 (en allemand : Wahl des deutschen Bundespräsidenten 1969), cinquième élection présidentielle de la République fédérale d'Allemagne, se tient le 5 mars 1969, afin d'élire le président fédéral pour un mandat de cinq ans au suffrage indirect.
Le président sortant Heinrich Lübke, en fonction depuis dix ans, n'est pas rééligible. Le candidat du Parti social-démocrate Gustav Heinemann est élu au troisième tour de scrutin et à la majorité relative avec le soutien du Parti libéral contre le candidat des Unions chrétiennes, Gerhard Schröder.

## Contexte
L'Union chrétienne-démocrate d'Allemagne (CDU), l'Union chrétienne-sociale en Bavière (CSU) et le Parti social-démocrate d'Allemagne (SPD) gouvernent en grande coalition le pays depuis 1966 au sein du cabinet Kiesinger.
Le président sortant, Heinrich Lübke, ayant effectué deux mandats est donc inéligible pour un nouveau mandat.
La CDU et la CSU présentent Gerhard Schröder, ministre fédéral de la Défense. Ce choix est controversé, au sein même de la CDU, Schröder ayant été membre du Parti national-socialiste des travailleurs allemands et de la Sturmabteilung (SA) durant le Troisième Reich.
Le SPD présente quant à lui le ministre fédéral de la Justice, Gustav Heinemann, qui reçoit le soutien du Parti libéral-démocrate (FDP).

## Mode de scrutin
Le président fédéral (en allemand : Bundespräsident) est le chef de l'État de la République fédérale d'Allemagne.
Il est élu pour un mandat de cinq ans renouvelable une fois consécutivement par l'Assemblée fédérale (Bundesversammlung). Elle se compose de l'ensemble des députés du Bundestag et d'un nombre égal de délégués des Länder élus par leurs assemblées parlementaires.
L'élection est acquise si un candidat remporte un nombre de voix équivalent à la majorité absolue des membres de l'Assemblée. Si aucun postulant n'a obtenu un tel résultat après deux tours de scrutin, un troisième tour est organisé où la majorité simple des voix est suffisante pour l'emporter.

### Composition de l'Assemblée fédérale
L'Assemblée fédérale se réunit au parc des expositions de Berlin-Ouest, sous la présidence de Kai-Uwe von Hassel, président du Bundestag.
|                             |     |     |     |     |     |       |  |  |  |
| Land                        | SPD | FDP | CDU | CSU | NPD | Total |  |  |  |
| Land                        |     |     |     |     |     | Total |  |  |  |
| Bade-Wurtemberg             | 23  | 10  | 35  | 35  | 7   | 74    |  |  |  |
| Bavière                     | 35  | 0   | 48  | 48  | 6   | 89    |  |  |  |
| Berlin                      | 11  | 1   | 6   | 6   | 0   | 18    |  |  |  |
| Brême                       | 4   | 0   | 2   | 2   | 0   | 6     |  |  |  |
| Hambourg                    | 10  | 1   | 5   | 5   | 0   | 16    |  |  |  |
| Hesse                       | 25  | 5   | 13  | 13  | 3   | 46    |  |  |  |
| Basse-Saxe                  | 27  | 3   | 26  | 26  | 4   | 60    |  |  |  |
| Rhénanie-du-Nord-Westphalie | 72  | 10  | 63  | 63  | 0   | 145   |  |  |  |
| Rhénanie-Palatinat          | 12  | 2   | 16  | 16  | 1   | 31    |  |  |  |
| Sarre                       | 4   | 1   | 5   | 5   | 0   | 10    |  |  |  |
| Schleswig-Holstein          | 9   | 1   | 11  | 11  | 1   | 22    |  |  |  |
| Délégués                    | 232 | 34  | 182 | 48  | 22  | 518   |  |  |  |
| Bundestag                   | 217 | 49  | 203 | 49  | 0   | 518   |  |  |  |
| Total                       | 449 | 83  | 385 | 97  | 22  | 1036  |  |  |  |

## Candidats
| Candidat | Candidat | Candidat         | Candidat | Parti                                        | Fonction                                                                     |
| -------- | -------- | ---------------- | -------- | -------------------------------------------- | ---------------------------------------------------------------------------- |
|          |          | Gustav Heinemann | 69 ans   | Parti social-démocrate d'Allemagne (SPD)     | Député fédéral de Rhénanie-du-Nord-Westphalie Ministre fédéral de la Justice |
|          |          | Gerhard Schröder | 58 ans   | Union chrétienne-démocrate d'Allemagne (CDU) | Député fédéral de Rhénanie-du-Nord-Westphalie Ministre fédéral la Défense    |

## Résultats
| Candidat                 | Candidat                 | Parti                    | Premier tour | Premier tour | Second tour | Second tour | Troisième tour    | Troisième tour    |  |
| Candidat                 | Candidat                 | Parti                    | Voix         | %            | Voix        | %           | Voix              | %                 |  |
| ------------------------ | ------------------------ | ------------------------ | ------------ | ------------ | ----------- | ----------- | ----------------- | ----------------- |  |
|                          | Gustav Heinemann         | SPD                      | 514          | 50,64        | 511         | 50,20       | 512               | 50,30             |  |
|                          | Gerhard Schröder         | CDU                      | 501          | 49,36        | 507         | 49,80       | 506               | 49,70             |  |
|                          |                          |                          |              |              |             |             |                   |                   |  |
| Majorité requise         | Majorité requise         | Majorité requise         | 519 voix     | 519 voix     | 519 voix    | 519 voix    | Majorité relative | Majorité relative |  |
|                          |                          |                          |              |              |             |             |                   |                   |  |
| Suffrages exprimés       | Suffrages exprimés       | Suffrages exprimés       | 1 015        | 99,71        | 1 018       | 100         | 1 018             | 100               |  |
| Votes blancs et nuls     | Votes blancs et nuls     | Votes blancs et nuls     | 3            | 0,29         | 0           | 0,00        | 0                 | 0,00              |  |
| Total                    | Total                    | Total                    | 1 018        | 100          | 1 018       | 100         | 1 018             | 100               |  |
| Abstentions              | Abstentions              | Abstentions              | 5            | 0,48         | 5           | 0,48        | 5                 | 0,48              |  |
| Absents                  | Absents                  | Absents                  | 13           | 1,25         | 13          | 1,25        | 13                | 1,25              |  |
| Inscrits / participation | Inscrits / participation | Inscrits / participation | 1 036        | 98,27        | 1 036       | 98,27       | 1 036             | 98,27             |  |